# Pro Evolution Soccer
Die Pro-Evolution-Soccer-Reihe (oft auch nur Pro Evo oder PES genannt), in Japan als Winning Eleven bekannt, ist eine von Konami entwickelte Serie von Fußballsimulationen, die für mehrere Spielkonsolen und den PC erscheint. Sie besteht seit 1995 mit der Veröffentlichung von Winning Eleven. Seither erschien jährlich eine neue Ausgabe des Spiels. Die letzte Version (eFootball PES 2021 Season Update) erschien am 15. September 2020 für PC und diverse Konsolen.
Als Nachfolger erschien im September 2021 das Fußballsimulationsspiel eFootball, welches im Gegensatz zur Pro-Evolution-Soccer-Reihe keine jährlichen Ableger mehr hat, sondern stattdessen kontinuierlich weiterentwickelt und per Patches inhaltlich sowie technisch erweitert und aktualisiert wird.
Pro Evolution Soccer hat im Gegensatz zum unmittelbaren Konkurrenten der FIFA-Reihe weniger Lizenzrechte und somit weniger Originalnamen der Mannschaften, Spieler und Stadien, stellt aber laut Kritiken zahlreicher Fachzeitschriften das realistischere und taktisch anspruchsvollere Fußballspiel dar.

## Geschichte
Pro Evolution Soccer findet seinen Ursprung in der Reihe International Superstar Soccer, die ebenfalls von Konami entwickelt wurde und dessen erster Teil für das Super Nintendo Entertainment System (SNES) erschien. Der erste unter dem neuen Namen entwickelte Teil erschien Ende des Jahres 2001 für die PlayStation 2.
Die erste Fußballsimulation der ISS/PES-Reihe war International Superstar Soccer (Japan: Perfect Eleven) und wurde für 1994 für das SNES veröffentlicht. Eine verbesserte Version, International Superstar Soccer Deluxe (Japan: Fighting Eleven), erschien 1995 ebenfalls für das SNES, ein Jahr später für den Mega Drive und 1997 in einer etwas überarbeiteten und erweiterten Fassung für die PlayStation.
Im selben Jahr erschienen auch International Superstar Soccer 64 für das Nintendo 64, sowie International Superstar Soccer Pro für die Sony PlayStation. 1998 wurde International Superstar Soccer '98 für das Nintendo 64 und für die Sony PlayStation veröffentlicht. Im Jahr 2000 kam der letzte Titel der Reihe für den Nintendo 64 und hieß ISS 2000 (Japan: Perfect Striker 2) sowie ISS Pro Evolution für die Sony PlayStation.
2001 erschien International Superstar Soccer Pro Evolution 2 für die Sony PlayStation, sowie Pro Evolution Soccer (Winning Eleven 5) für die PlayStation 2. Im folgenden Jahr (2002) kam International Superstar Soccer 2 für den GameCube, Sony PlayStation 2 und für die Xbox auf den Markt. Der vorerst letzte Teil der ISS-Serie wurde 2003 unter dem Namen ISS 3 veröffentlicht, von der es auch eine PC-Version gab. Fortan erschienen im Jahresrhythmus weitere Teile für die damals gängigen Konsolen (siehe Tabelle). Alle neueren Versionen bieten zudem einen Online-Modus, in dem Vier-Spieler-Duelle möglich sind. Ab dem fünften Teil der Serie ist das Spiel auch für die PlayStation Portable (PSP) erhältlich.
Im Jahr 2005 schlossen sich die beiden Entwicklerteams von Konami, ISS (Osaka team) und Winning Eleven (Tokyo) zusammen und entwickelten gemeinsam.
Im Jahr 2006 erschien Pro Evolution Soccer Management für die PlayStation 2. Das Spiel orientierte sich an den Fußball-Manager-Spielen und gab dem Spieler die Möglichkeit, einen Verein durch die Saison zu begleiten. Zudem ist das Spiel zu Pro Evolution Soccer 4 und 5 kompatibel.
Zum Teil PES 2014 kündigte Konami an, Teile der FOX Engine von Kojima Productions zu benutzen, um das Spiel damit auszuarbeiten. Es folgte also ein Enginewechsel.
Mit dem 2019 erschienenen Ableger eFootball PES 2020 änderte Konami den Titel der Serie. Dies wurde auch beim 2020 veröffentlichten eFootball PES 2021 Season Update fortgeführt. Ebenfalls 2020 kündigte Konami an, dass die nachfolgende Fußballsimulation eFootball nicht mehr auf der Fox-Engine, sondern auf der Unreal Engine basieren wird.

## Erschienene Versionen
| Titel                               | Titel Japan                                 | Jahr        | System                                                     |
| ----------------------------------- | ------------------------------------------- | ----------- | ---------------------------------------------------------- |
| ISS                                 | Winning Eleven                              | 1995        | SNES, PlayStation, Game Boy                                |
| ISS Deluxe                          | Winning Eleven '96                          | 1995 (1996) | Mega Drive, Super Nintendo, PlayStation, Game Boy          |
| ISS Pro                             | Winning Eleven '97                          | 1996 (1997) | PlayStation                                                |
| ISS Pro 98                          | Winning Eleven 3                            | 1997 (1998) | Nintendo 64, PlayStation, Game Boy                         |
| ISS Pro Evolution                   | Winning Eleven 4                            | 1999        | Nintendo 64, PlayStation, Game Boy                         |
| ISS Pro Evolution 2                 | Winning Eleven 2000                         | 2000 (2001) | PlayStation                                                |
| Pro Evolution Soccer                | Winning Eleven 5                            | 2001        | PlayStation (als WE 2001), PlayStation 2                   |
| Pro Evolution Soccer 2              | Winning Eleven 6                            | 2002        | PlayStation (als WE 2002), PlayStation 2, GameCube (Japan) |
| Pro Evolution Soccer 3              | Winning Eleven 7                            | 2002 (2003) | PlayStation 2, PC (2003)                                   |
| Pro Evolution Soccer 4              | Winning Eleven 8                            | 2004        | PC, PlayStation 2, Xbox                                    |
| Pro Evolution Soccer 5              | Winning Eleven 9                            | 2005        | PC, PS2, PlayStation Portable, Xbox, PSP                   |
| Pro Evolution Soccer 6              | Winning Eleven 10                           | 2006        | DS, PC, PS2, PSP, Xbox 360                                 |
| Pro Evolution Soccer 2008           | Winning Eleven 11                           | 2007        | Mobiltelefon, DS, PC, PS2, PS3, Xbox 360; PSP, Wii (2008)  |
| Pro Evolution Soccer 2009           | Winning Eleven 12                           | 2008        | Mobiltelefon, PC, PS2, PS3, PSP, Xbox 360, Wii (2009)      |
| Pro Evolution Soccer 2010           | Winning Eleven 13                           | 2009        | Mobiltelefon, PC, PS2, PS3, PSP, Xbox 360, Wii (2010)      |
| Pro Evolution Soccer 2011           | Winning Eleven 2011                         | 2010        | Mobiltelefon, PC, PS2, PS3, PSP, Xbox 360, 3DS, Wii (2011) |
| Pro Evolution Soccer 2012           | Winning Eleven 2012                         | 2011        | Mobiltelefon, PC, PS2, PS3, PSP, Xbox 360, 3DS, Wii (2012) |
| Pro Evolution Soccer 2013           | Winning Eleven 2013                         | 2012        | PC, PS2, PS3, PSP, Xbox 360, 3DS, Wii (2013)               |
| Pro Evolution Soccer 2014           | Winning Eleven 2014                         | 2013        | PC, PS2, PS3, Xbox 360, PSP (2014)                         |
| Pro Evolution Soccer 2015           | Winning Eleven 2015                         | 2014        | PC, PS3, PS4, Xbox 360, Xbox One                           |
| Pro Evolution Soccer 2016           | Winning Eleven 2016                         | 2015        | PC, PS3, PS4, Xbox 360, Xbox One                           |
| Pro Evolution Soccer 2017           | Winning Eleven 2017                         | 2016        | PC, PS3, PS4, Xbox 360, Xbox One, Android, iOS             |
| Pro Evolution Soccer 2018           | Winning Eleven 2018                         | 2017        | PC, PS3, PS4, Xbox 360, Xbox One, Android, iOS             |
| Pro Evolution Soccer 2019           | Winning Eleven 2019                         | 2018        | PC, PS4, Xbox One, Android, iOS                            |
| eFootball Pro Evolution Soccer 2020 | eFootball Winning Eleven 2020               | 2019        | PC, PS4, Xbox One, Android, iOS                            |
| eFootball PES 2021 Season Update    | eFootball Winning Eleven 2021 Season Update | 2020        | PC, PS4, Xbox One, Android, iOS                            |

Anmerkungen: Anfangs wurde Winning Eleven sowohl nach Jahreszahlen als auch nach Sequenz (WE 3, 4 etc.) durchnummeriert. Hinzu kommt, dass bis einschließlich Winning Eleven 6 neben einer J-League- auch eine internationale Variante (World Soccer Winning Eleven) erschien. Daher existieren viele leicht unterschiedliche Versionen des gleichen Spiels.

### Pro Evolution Soccer
Das erste Spiel in der „Pro Evolution Soccer“ genannten Fortsetzung von ISS wurde im Oktober 2001 für die PlayStation und die PlayStation 2 veröffentlicht.
Im Spiel waren 32 Clubmannschaften und 50 Nationalmannschaften enthalten. Mangels Lizenz wurden diese mit ihrem Städtenamen genannt, z. B. Madrid für Real Madrid oder FC London für FC Chelsea. Im Gegensatz zu späteren Titeln waren diese jedoch nicht durch einen Editor veränderbar.

### Pro Evolution Soccer 2
Die erste Fortsetzung wurde im Oktober 2002 veröffentlicht und erweiterte den Vorgänger.
Besonders herausragend waren die gestiegene Spielgeschwindigkeit und Beweglichkeit der Spieler.
Durch das Fehlen der niederländischen Lizenz wurden alle Spieler aus den Niederlanden mit Oranges bezeichnet. Auch die Praxis, die Teams nur noch ihren Städten zu benennen wurde zugunsten erfundener Spitznamen wie Rekordmeister für Bayern München fallen gelassen. Mit dem enthaltenen Editor konnten diese Namen jedoch einfach abgewandelt werden und mittels eines vereinfachten Grafikprogramms, eigene Wappen und Trikots erstellt werden.
Dieser Titel war zugleich der letzte auf der Sony PlayStation.

### Pro Evolution Soccer 3
In der im folgenden Jahr erschienen Fortsetzung wurde die Grafik- und Physikengine verbessert und die Spieler ihren realen Vorbildern weiter angepasst.
Die Meister-Liga wurde in zwei Divisionen aufgeteilt und durch einen Champions-League-ähnlichen internationalen Wettbewerb erweitert.
PES 3 war die erste für den PC erschienene Version des Spieles. Da es sich aber um eine reine Konsolenumsetzung auf Basis des PlayStation-2-Spieles handelte, wurden die daraus folgenden Probleme wie überhöhte Systemanforderungen und mangelnde Integration an die PC-Peripherie kritisiert.

### Pro Evolution Soccer 4
Pro Evolution Soccer 4 war der erste Teil der Serie der eine vollständige Integration von Ligen bot, namentlich der englischen, französischen, spanischen, italienischen, niederländischen und der deutschen. Wenngleich von diesen nur die italienische, niederländische und spanische vollständig lizenziert waren.
Mit einem weniger weiterentwickelten Spielsystem als das des Vorgängers, wurde dieses schnell für seine einfachen Tormöglichkeiten kritisiert.

### Pro Evolution Soccer 5
Der am 21. Oktober 2005 für die PlayStation 2 erschienene Teil war der Erste mit einer Mehrspieler-Variante über das Internet.
Pro Evolution Soccer 5 war der erste für die PSP erschienene Teil.
Am 28. Oktober 2005 kam das Spiel auch für den PC heraus.

### Pro Evolution Soccer 6
Im Oktober 2006 wurde PES 6 für die Playstation 2, den PC sowie für die Xbox 360 veröffentlicht und somit erstmals auf der nächsten Konsolengeneration. Allerdings blieb die PC-Version eine 1:1-Umsetzung der PS2-Version und spiegelte somit nicht den grafischen Fortschritt wider. Des Weiteren wurde mit PES 6 zum ersten Mal ein PES-Spiel auf dem Nintendo DS veröffentlicht.
Durch seinen extrem hohen Realismus und dem damit zusammenhängenden Schwierigkeitsgrad wird PES 6 von weiten Teilen der Community immer noch als der forderndste, aber als auch der beste Teil der Serie angesehen. Für jede neue Fußballsaison werden sämtliche Kader und Trikots mit umfangreichen Erweiterungen (Community-Patch) auf den aktuellen Stand gebracht. Diese Erweiterungen beinhalten oft Ligen und Mannschaften, die über den eigentlichen Umfang des Spiels hinausgehen wie die Bundesliga.

### Pro Evolution Soccer 2008
Mit PES 2008 wurde auch der PC mit der neuen Engine bedacht und umfangreiche Veränderungen durchgeführt, welche die Basis des Spieles auf die Zukunft vorbereiten sollten. Die gewählten Schritte führten aber nicht zu unerheblicher Kritik (siehe Kritik).
Trotz des gleichen Namens wurde die Wii-Version von PES 2008 erheblich verändert gegenüber den Fassungen der übrigen Spieleplattformen.
Aufgrund der Tatsache, dass mit der Wii-Steuerung nur eine begrenzte Anzahl an Knöpfen zur Verfügung steht und man mit dem Controller auf den Bildschirm zielen muss, wurde die Steuerung erheblich angepasst.
Der bedeutende Unterschied ist, dass man die Spieler nicht mit Analog-Stick oder Steuerkreuz in eine Richtung laufen lässt, sondern man mit Hilfe der Wii-Fernbedienung eine Laufspur (durch einen Pfeil dargestellt) vorgibt und der Spieler dieser folgt. Ebenso verhält es sich mit Flanken oder dem Passspiel.
PES 2008 war, nach der PES-6-Version für die Xbox 360, die erste echte Konvertierung des Spieles auf die Konsolen der nächsten Generation. Die für die PlayStation 2 erschienene Version baute weiterhin auf der alten Engine auf.

### Pro Evolution Soccer 2009
Mit der 2009er Version wurde der Become-a-Legend-Modus eingeführt der an frühere Varianten aus ISS erinnerte. Des Weiteren wurde die UEFA Champions League eingeführt, die sowohl als eigener Modus gespielt werden konnte als auch als Teil des Liga-Modus.

### Pro Evolution Soccer 2010
Pro Evolution Soccer 2010 ist der neunte Teil der Serie, der am 22. Oktober 2009 erschien. Zum Verkaufsstart lieferte Konami drei Millionen Kopien des Spieles aus, die auflagenstärkste Veröffentlichung Konamis im Jahr 2009.
Als Veränderungen im Vergleich zur Vorversion galten veränderte Spielgesichter mit emotionalen Veränderungen, erweiterte Taktikoptionen, Spielsituationsabhängige KI, Gewichtung von Heim- und Auswärtsmannschaft und eine Erweiterung der Meister-Liga.
Problematisch wurde die Funktionsweise des Ligensystems gesehen, da die Ligaposition als weiterer Einflussfaktor in die Leistung der jeweiligen Spieler (je nach Mentalitätswert) einfloss.
Erstmals wurde in dieser Version die UEFA Champions League lizenziert. Bereits kurz nach dem Verkaufsstart veröffentlichte Konami einen Patch, der dem Spiel weitere Vereine der spanischen Liga sowie der Champions League hinzufügte.

### Pro Evolution Soccer 2011
Auf der Gamescom 2010 hat Konami den neuesten Titel der PES-Serie für Xbox 360, PlayStation 3 und PC angekündigt, der am 30. September 2010 erschienen ist. PSP-, PS2- und mobile Versionen folgten im Oktober. Neben dem deutschen Rekordmeister FC Bayern München ist auch erstmals der SV Werder Bremen lizenziert spielbar. Darüber hinaus ist die lateinamerikanische Copa Libertadores als Spielmodus integriert. Als erstes Spiel der Serie erschien es unter dem Namen Pro Evolution Soccer 2011 3D für den Nintendo 3DS.

### Pro Evolution Soccer 2012
Pro Evolution Soccer 2012 ist der elfte Teil der Serie, der am 29. September 2011 erschien. Neuerungen sind die verbesserte Gegner-KI, die Off-the-Ball-Funktion und eine verbesserte Grafik enthalten, so befinden sich Kameramänner und Presseleute am Rand des Spielfeldes. Es gibt auch nun einen neuen Spielmodus, Club-Boss, in dem man als Präsident einen Verein leitet.
Neben dem FC Bayern München und der Allianz Arena ist in diesem Jahr auch Bayer Leverkusen spielbar. Auch die 1. portugiesische Liga ist neu lizenziert. Weiterhin ist die UEFA Champions League, die UEFA Europa League und die Copa Santander Libertadores im Spiel.
Inhaltlich sind auch die Animationen verbessert worden, die Spieler bewegen sich flüssiger über das Feld. Die Torwart-KI wurde zudem mit dem neuesten Patch 1.03 verbessert. Die neue Funktion myPES bildet eine Verbindung zu Facebook und erlaubt Spielern, sich über das Spiel zu vernetzen und beispielsweise Spielstatistiken auszutauschen.

### Pro Evolution Soccer 2013
Im Herbst 2012 erschien die neue Version Pro Evolution Soccer 2013 für PlayStation 3, Xbox 360, Windows PC, PlayStation 2, PlayStation Portable, Nintendo 3DS und Wii. Die als PES FullControl bezeichnete Neuerung soll dem Nutzer laut Herstellerangaben noch bessere Kontrollmöglichkeiten der virtuellen Fußballspieler bieten, etwa bei der Ballannahme sowie bezüglich der Höhe und Stärke der Ballabgabe. Auch die Präzision der Torhüter wurde gesteigert. Die Spieler werden zudem noch stärker mit individuellen Charakteristika und Spielweisen im Sinne ihrer realen Vorbilder ausgestattet sein.
Am 25. Juli 2012 erschien die erste von zwei geplanten Demos zu PES 2013. In dieser sind die Teams Deutschland, Italien, Portugal, England, FC Santos, Fluminense FC, CR Flamengo und SC Internacional spielbar. Vier Tage darauf wurde die zweite Demo für die Plattform Xbox 360 verfügbar gemacht.
Heftige Kritik erntete Konami, weil viele Spieler den einfachen Liga-Mode sowie den bisherigen Community-Modus vermissten.
In PES 2013 ist es nicht mehr möglich, eine der lizenzierten Ligen zu spielen, ohne auf den mit allerlei Fußballmanager-Anteilen gespickten Meisterliga-Modus auszuweichen. Der Verlust des Community-Modus hat zur Folge, dass Spieler, die sich in der Offline-Welt treffen, keine Möglichkeit haben, langfristige Statistiken aufzeichnen zu können. Es wurde zwar ein „Community“-Modus nachträglich per DLC von Konami geliefert, dieser ist jedoch ausschließlich für Online-Freunde vorgesehen.

### Pro Evolution Soccer 2014
Am 19. September 2013 erschien Pro Evolution Soccer 2014. Neu dabei ist die AFC Champions League und die FIFA-Klub-Weltmeisterschaft. Die Lizenzen der UEFA Champions League, UEFA Europa League und Copa Libertadores sind ebenfalls enthalten.

### Pro Evolution Soccer 2015
Basierend auf der Fox Engine von Kojima Productions entwickelt der Hersteller nun den nächsten Ableger der bekannten Fußballsimulation. Weiterhin besitzt PES Productions auch die offiziellen Lizenzen der UEFA Champions League, UEFA Europa League und Copa Libertadores sowie der AFC Champions League, der FIFA-Klub-Weltmeisterschaft und der niederländischen Nationalmannschaft seit einem von dem Hersteller während der FIFA Fußball-Weltmeisterschaft offiziell herausgegebenen Update. Neuerungen in der technischen Umsetzung sind das neue Schussverhalten, mehr individuelle Dynamik der Spieler und schnellere Reaktionszeiten. Am 24. September 2014 erschien die Demo für die PlayStation 4, PlayStation 3, Xbox One und Xbox 360.

### Pro Evolution Soccer 2016
Am 17. September 2015 erschien mit „Pro Evolution Soccer 2016“ ein weiterer Ableger der Videospielreihe von Konami. Erstmals findet sich mit der UEFA Euro 2016 ein lizenziertes Nationalmannschaften-Turnier in der Reihe, welche bis dahin exklusiv für FIFA beziehungsweise dessen Ableger von Electronic Arts lizenziert war.

### Pro Evolution Soccer 2017
Am 25. Mai kündigte Konami einen neuen Ableger an, der sich in einigen Punkten deutlich von seinen Vorgängern unterscheiden soll. Die Spieler sollen vor allem beim Passspiel sowie bei der Grafik spürbare Verbesserungen erleben. Darüber hinaus versprechen die Entwickler neue Eckstoßoptionen und Animationen. Pro Evolution Soccer 2017 erschien 2016 für Windows, PlayStation 4, PlayStation 3, Xbox One, Xbox 360, IOS und Android. Während der Spielemesse E3 2016 kündigte Konami an, dass für Nutzer der Konsolenversionen globales Data-Sharing eingeführt werden soll. Dadurch ist es möglich, selbsterstellte Inhalte wie beispielsweise Spielergesichter und Teamlogos innerhalb der Community zu tauschen.

### Pro Evolution Soccer 2018
Mit Pro Evolution Soccer 2018 brachte Konami am 14. September 2017 einen neuen Ableger für Windows, PlayStation 4, PlayStation 3, Xbox One, Xbox 360, IOS und Android in den Handel. Bereits Ende Juli veranstaltete man eine Open Beta für die Spieler auf der Konsole.

### Pro Evolution Soccer 2019
Am 28. August 2018 erschien ein weiterer Teil der Sportspiel-Reihe für Windows, PlayStation 4 und Xbox One. Die Konsolen der vorherigen Generation, PlayStation 3 und Xbox 360, wurden ab diesem Ableger nicht mehr bedient. Acht neu lizenzierte Ligen haben es ins Spiel geschafft, darunter die russische Premjer-Liga, die türkische Süper Lig und die portugiesische Primeira Liga. Da Borussia Dortmund vorzeitig seinen Lizenzvertrag aufhob, wurde Schalke 04 offizieller deutscher Partner.

### eFootball Pro Evolution Soccer 2020
Am 10. September 2019 erschien ein weiterer Teil der Sportspiel-Reihe für Windows, PlayStation 4 und Xbox One. Der Spieletitel wurde diesmal verlängert. Vermutet wird, dass das Spiel so stärker als eSport-Titel vermarktet werden soll.

### eFootball Pro Evolution Soccer 2021 Season Update
In Folge der Corona-Pandemie kündigte Konami an, dass PES 2021 lediglich als Season Update erscheinen solle. Das am 15. September 2020 eFootball PES 2021 Season Update ist grafisch und spielerisch identisch mit dem Vorgänger, lediglich die Kader und Lizenzen wurden aktualisiert. Dies wurde auch damit begründet, dass so mehr Zeit für die Entwicklung von PES 2022 zur Verfügung stünde, das erstmals auf der Unreal Engine basieren und für die PlayStation 5, die Xbox Series und den PC erscheinen soll. Enthalten ist in PES 2021 auch das offizielle Spiel zur Fußball-Europameisterschaft 2021.

## Spielmodi

### Anstoß
Im Einzelspiel kann der Spieler aus der gesamten Palette an wählbaren Mannschaften auswählen und sie mit unveränderten Statuswerten gegeneinander antreten lassen. Die Mannschaften können hier wahlweise vom Computer oder von menschlichen Gegenspielern übernommen werden. Es ist auch möglich, dass sich mehrere menschliche Spieler eine Mannschaft teilen.
Farbige Pfeile geben dabei die Form der Mannschaft oder von Spielern an. Ein aufsteigender Pfeil hat einen positiven Einfluss auf den Fußballer, ein horizontaler Pfeil bedeutet eine normale Form und ein sinkender schränkt seine natürlichen Fähigkeiten ein.
Endet ein Freundschaftsspiel nach der regulären Spielzeit unentschieden, kann man mit Elfmeterschießen oder Verlängerung fortfahren, jedoch muss dies vor dem Spiel in den Einstellungen gewählt werden.
Als Varianten können unter anderem der VERSUS-Modus mit erweiterten Statistiken oder aber eine Zufallsauswahl-Partie mit einer zusammengewürfelten Mannschaft gespielt werden.

### Meister-Liga
In der Meisterliga startet der Spieler wahlweise mit einer Fantasiemannschaft oder einer realen Mannschaft. Dort leitet man sie als Trainer und Sportdirektor, man kann aber auch die Mannschaft selbst in Spielen steuern. Es ist möglich, Spieler zu kaufen und zu verkaufen, um seine Mannschaft zu verstärken. Fantasiemannschaften bestehen aus eher schwächeren Spielern, die sich im Laufe der Zeit entwickeln und die durch Spielertransfers verstärkt werden können.
An- und Verkäufe durch Spieler werden durch ein Gehaltssystem reguliert, das bei Überschreitung das Spielende bewirkt.

### Werde zur Legende
Dieser Modus ermöglicht es dem Spieler, einen eigenen Fußballer zu kreieren und eine ganze Fußballerkarriere zu durchlaufen. Ein neu erstellter Spieler startet gewöhnlich mit 17 Jahren, dabei ist es möglich, ab 27 seinen Rücktritt anzukündigen. Man kann auch mit realen Spielern starten. Der Fußballer wird dabei individuell bewertet und in seinen Fähigkeiten aufgewertet bzw. stagniert bei ausbleibendem Erfolg. Es ist möglich, seinen Verein zu wechseln, unterschiedliche Agenten unter Vertrag zu haben oder auch seine Anhängerschaft und Popularität in einer Statistik anzeigen zu lassen.

### Liga/Pokal
Im Liga- oder Pokal-Modus kann man einen bestimmten Wettbewerb auswählen und eine Saison in einer Liga oder ein Pokalturnier mit seinem Team durchspielen.

### myClub
Bei myClub handelt es sich um einen Online-Spielmodus, bei dem sich der Spieler mit digitalen Sammelkarten seine Traummannschaft zusammenstellen kann. Dabei können Spieler durch sogenannte Agenten oder aber mithilfe von Scouts verpflichtet werden. Je nach Gesamtstärke der Spieler werden sie durch farbig markierte Bälle in verschiedene Kategorien eingestuft (Schwarz, Gold, Silber, Bronze, Weiß). Außerdem können wöchentlich Spieler mit erhöhten Werten verpflichtet werden, die am vergangenen Spieltag in ihren jeweiligen Ligen außergewöhnliche Leistungen gezeigt haben. Ebenfalls gibt es auch besondere Sammelkarten, die als „Icons“ oder „Legenden“ bezeichnet werden und durch besonders hohe Werte bestechen. Alle Spieler können über ein Level-System verbessert werden. Im Spielmodus gibt es verschiedene Möglichkeiten, Online-Spiele auszutragen. Es gibt ein Ligensystem, wöchentliche Herausforderungspokale und die Möglichkeiten, Freundschaftsspiele, KOOP-Partien oder Simulationen durchzuführen. Weitere Verbesserungen können durch Mikrotransaktionen freigeschaltet werden.

### Matchday
Im Online-Spielmodus Matchday gibt es wöchentliche Begegnungen, die an echte Spiele am kommenden Wochenende angelehnt sind. Hierbei können sich die Spieler für eine der beiden Mannschaften entscheiden und treten dann für ihre jeweilige Seite gegen Spieler der anderen Mannschaft an. Hierfür können die Spieler Belohnungen für myClub erhalten, die sich erhöhen können, wenn die jeweilige Seite über die Woche hinweg erfolgreicher war.

### Training
Im Trainingsmodus kann der Spieler ohne Zeitbegrenzung auf dem Feld mit einer Mannschaft das Spiel trainieren, Standardsituationen wie Ecken, Elfmeter oder Freistöße üben und seit PES 2012 auch Trainingsherausforderungen annehmen, bei denen es beispielsweise darum geht, eine Strecke mit Hütchen abgesteckt in einer bestimmten Zeit zu dribbeln.

## Lizenzen
Die im Spiel enthaltenen Lizenzen werden und wurden sowohl durch Vereinbarungen mit nationalen sowie kontinentalen Verbänden, Ligen, einzelnen Vereinen und Spielergewerkschaften gesichert. Während die ersten Versionen des Spiels kaum Lizenzen aufweisen konnten, versuchte Konami diesen Makel im Laufe der Jahre zu beheben. Jedoch waren viele Lizenzen bis zum Schluss immer noch nicht vorhanden oder gingen wieder verloren. Die in diesem Abschnitt aufgelisteten Lizenzen beziehen sich auf den aktuellen Titel eFootball PES 2021 Season Update.

### Geschichte
Durch eine Vereinbarung mit der UEFA lag von 2009 bis 2018 die Lizenz für die UEFA Champions League vor. Die Lizenz bezieht sich allerdings nicht auf die Einbindung aller teilnehmenden Vereine und deren Logos, sondern einzig auf die Umsetzung des eigentlichen Wettbewerbes mit den dazugehörigen Logos. Auf der PlayStation 2 und PlayStation Portable waren diese zudem erst ab der Version Pro Evolution Soccer 2010 enthalten. Die Lizenz für die UEFA Europa League wurde erstmals für Pro Evolution Soccer 2010 erworben. Im darauffolgenden Jahr waren erstmals der UEFA Super Cup und die südamerikanische Copa Libertadores originalgetreu im Spiel abgebildet. Im letzten Titel fehlte die Copa Libertadores allerdings. Seit der Veröffentlichung von Pro Evolution Soccer 2014 war auch die asiatische Champions League Teil der Spieleserie. Im April 2018 wurde bekannt, dass Konami die Partnerschaft mit der UEFA beendet, sodass die UEFA-Klubwettbewerbe bereits in Pro Evolution Soccer 2019 nicht mehr Teil des Spiels sein würden. Als Grund wurde seitens Konami eine andere Ausrichtung angegeben. Konami gab im Mai 2018 bekannt, dass für Pro Evolution Soccer 2019 die Lizenzen für sieben neue Ligen erworben wurden. Dazu zählen die russische Premjer-Liga, die argentinische Primera División, die dänische Superliga, die portugiesische Primeira Liga, die schweizerische Raiffeisen Super League, die schottische Premiership und die belgische Pro League. Ebenfalls im Mai wurde die Lizenz für den International Champions Cup, ein internationales Vorbereitungsturnier, bekanntgegeben.

### Wettbewerbe
In eFootball PES 2021 Season Update sind folgende internationale Wettbewerbe lizenziert enthalten:
- AFC Champions League
- UEFA-Europameisterschaft 2020
- International Champions Cup

### Ligen und Vereine
In der aktuellen Version eFootball PES 2021 Season Update hält Konami die Lizenzen an diversen nationalen Ligen. Vollständig mit allen Teams und Logos (wenn nicht anders angegeben) abgebildet werden folgende Ligen:
- Ligue 1 Uber Eats
- Ligue 2 BKT
- Serie A TIM – nicht lizenziert: AC Mailand und Inter Mailand
- Serie BKT
- Liga NOS – nicht lizenziert: Nacional Funchal
- Süper Lig
- Premjer-Liga
- Eredivisie
- Jupiler Pro League
- 3F Superliga
- Scottish Premiership
- Raiffeisen Super League
- Campeonato Brasileiro de Futebol – nicht lizenziert: Palmeiras São Paulo
- Brasileirão Serie B
- Liga Profesional de Fútbol
- Campeonato PlanVital
- Liga BetPlay DIMAYOR
- CFA Super League
- TOYOTA Thai League

Die FIFPro-Lizenz erlaubt es Konami, Spieler aus den nationalen Spielergewerkschaften, die der FIFPro angehören, mit ihren realen Namen einzubinden. Aufgrund der von Konami erworbenen Lizenz sind daher folgende Ligen mit vollständigen Spielernamen, allerdings nur teilweise mit vollständigen Vereinsnamen und -logos, enthalten:
- Premier League (als Englische Liga) – lizenziert: Manchester United und FC Arsenal
- Championship (als Englische 2. Division) – kein Verein lizenziert
- Primera División (als Spanische Liga) – lizenziert: FC Barcelona
- Segunda División (als Spanische 2. Division) – kein Verein lizenziert

Neben den oben genannten Lizenzen sind durch Einzelvereinbarungen mit weiteren europäischen Vereinen, deren Ligen im Spiel nicht abgebildet werden, auch diese lizenziert im Spiel enthalten:
- Dinamo Zagreb
- Slavia Prag, Sparta Prag
- FC Bayern München, FC Schalke 04, Bayer 04 Leverkusen
- AEK Athen, Olympiakos Piräus, Panathinaikos Athen, PAOK Saloniki
- Dynamo Kiew, Schachtar Donezk
- Desportivo Aves, Vitória Setúbal

Analog dazu schloss Konami auch Einzelvereinbarungen mit weiteren südamerikanischen Vereinen:
- Club Alianza Lima, Sporting Cristal, Sport Boys, Universitario de Deportes

### Nationalmannschaften
- Europa (55 Nationen): darunter Deutschland, der damalige Weltmeister Frankreich und Ex-Europameister Portugal
- Afrika (14 Nationen): darunter der damalige Afrikameister Algerien
- Nord- und Mittelamerika (6 Nationen): Costa Rica, Honduras, Jamaika, Mexiko, Panama, USA
- Südamerika (alle 10 Nationen): Argentinien, Bolivien, Brasilien, Chile, Ecuador, Kolumbien, Paraguay, Peru, Uruguay, Venezuela
- Asien und Ozeanien (17 Nationen): Australien, China, Iran, Irak, Japan, Jordanien, Katar, Kuwait, Libanon, Neuseeland, Nordkorea, Oman, Südkorea, Saudi-Arabien, Thailand, Vereinigte Arabische Emirate, Usbekistan

### Stadien
- Allianz Arena (München, Deutschland)
- Allianz Parque (São Paulo, Brasilien)
- Allianz Stadium (Turin, Italien)
- Arena Corinthians (São Paulo, Brasilien)
- Arena do Grêmio (Porto Alegre, Brasilien)
- Camp Nou (Barcelona, Spanien)
- Celtic Park (Glasgow, Schottland)
- De Kuip (Rotterdam, Niederlande)
- El Monumental (Buenos Aires, Argentinien)
- Emirates Stadium (London, England)
- La Bombonera (Buenos Aires, Argentinien)
- Estadio Alejandro Villanueva (Lima, Peru)
- Estádio Beira-Rio (Porto Alegre, Brasilien)
- Estadio Cicero Pompeu de Toledo (São Paulo, Brasilien)
- Estadio Jose Alvalade (Lissabon, Portugal)
- Estadio Mineirao (Belo Horizonte, Brasilien)
- Estadio Monumental de Colo-Colo (Santiago de Chile, Chile)
- Estádio São Januário (Rio de Janeiro, Brasilien)
- Estádio Urbano Caldeira (Santos, Brasilien)
- Gazprom-Arena (Sankt Petersburg, Russland)
- Ibrox Stadium (Glasgow, Schottland)
- Johan-Cruyff-Arena (Amsterdam, Niederlande)
- Old Trafford (Manchester, England)
- Saitama Stadium 2002 (Saitama, Japan)
- St. Jakob-Park (Basel, Schweiz)
- Stade Louis II (Monaco)
- Stadio Olimpico (Rom, Italien)
- Veltins-Arena (Gelsenkirchen, Deutschland)
- Wembley-Stadion connected by EE (London, England)

Außerdem verfügt eFootball PES 2021 Season Update über 19 generische Stadien.

### Fehlende Bundesliga-Lizenz
Unter anderem weil die deutsche Spielergewerkschaft VdV nicht Mitglied der FIFPro ist, ist die Einbindung der deutschen Bundesliga nicht möglich. Auch durch die exklusive Vergabe der Lizenzrechte der DFL an Electronic Arts und deren Spiele FIFA und Fußball Manager muss das Spiel ohne die, insbesondere für den deutschen Markt, wichtigen Bundesliga-Lizenzen auskommen. Zuletzt war die Bundesliga in Pro Evolution Soccer 5 als Deutsche Liga spielbar, jedoch wurde für Pro Evolution Soccer 6 jegliche Umsetzung wegen der Ähnlichkeit zur echten Bundesliga durch den Rechteinhaber untersagt. Seitdem waren pro Jahr höchstens drei Vereine Teil des Lizenzumfangs.
Das Fehlen von Lizenzen versuchen Freiwillige in der Fangemeinde durch eigens erstellte Programme und Patches auszugleichen. So gab und gibt es praktisch seit der Ausgabe PES 5 bis heute (eFootball PES 2021 Season Update) trotz erfolgter Drohungen der Rechteinhaber sehr umfangreiche Patches, welche die Spieler- und Vereinsdatenbank sowie Grafiken anpassen und ergänzen. Oft wird als Liga die 1. Bundesliga implementiert (die dann die fiktive PEU-League ersetzt), alle korrekten Ligen- und Mannschaftsnamen eingefügt, offizielle Logos und Bälle integriert, Grafiken wie Spielergesichter ersetzt und Mannschaften im europäischen Raum hinzugefügt. Stadien konnte man bis Pro Evolution Soccer 2016 mit dem eigens im Spiel vorhandenen Stadioneditor erstellen.
Durch die Bereitstellung leerer Mannschafts-Speicherplätze (sog. Team-Slots) wird es dem Spieler ermöglicht, auch ohne externe Programme eigene Teams inkl. aller Spieler und Trikots zu erstellen. Die Editierer können hierbei den integrierten Editor-Modus nutzen und relativ originalgetreue Trikot-Designs durch das Einbinden von Wappen, Stilen und Werbeschriftzügen ins Spiel einfügen. Dies ist allerdings nur bei Nutzern eines Windows-PC und seit PES 2017 auch bei der PlayStation 4 möglich.

## Kritik
Über Jahre stand PES in dem Ruf, die mit Abstand beste Fußballsimulation zu sein und im Gegensatz zum Konkurrenten FIFA ein authentisches und unberechenbares Fußballspiel zu bieten. Mit dem Wechsel auf die Konsolengeneration um Xbox 360 und PlayStation 3 litt dieser Ruf erheblich, da Konami es nicht vermochte, das altbewährte Konzept an die neuen Gegebenheiten anzupassen und sich das Spiel zu sehr an der Vergangenheit orientiere. So wurde weiterhin auf die bereits betagte Spieleengine der Vorgängerspiele und bei der Spielerrepräsentation auf Motion Capturing verzichtet und auf handgezeichnete Spielermodelle vertraut.
Mit dem Wechsel auf die Konsolengeneration um PlayStation 4 und Xbox One konnte PES seit PES 2015 an alte Erfolge anknüpfen.
Speziell in der deutschen Fachpresse gilt das Fehlen der Bundesliga als eklatanter Makel der wenngleich sehr beliebten Fußballsimulation.
Im Dezember 2019 wurde der Fußballspieler Mesut Özil aus der chinesischen Version von PES 2020 gelöscht, da dieser die Masseninternierung der Uiguren in Xinjiang anklagte. Der Spielehersteller befand dies als „extreme Aussagen über China“ und wertete es als unzulässig. Zuvor hatte sich sein Verein, der FC Arsenal, von Özils Aussagen distanziert, was ebenso kritisiert wurde. Hiermit gab PES dem Druck der chinesischen Regierung und Öffentlichkeit nach, die empört über Özils Aussagen waren. PES bildet somit einen der namhaften Fälle, wo Unternehmen und Verbände dem Druck des diktatorialen China nachgeben (bspw. NBA oder Blizzard).